# Via arquitectura
ViA arquitectura es una publicación periódica editada por el Colegio de Arquitectos de la Comunidad Valenciana.

## Historia
Inicia su andadura en 1997 bajo la dirección de María Melgarejo con la finalidad de impulsar la arquitectura entre el colectivo de arquitectos y dar a conocer la arquitectura propia a través de sus páginas. En el número 0, el arquitecto Emilio Giménez proponía como objetivos "establecer una selección rigurosa de obras, rescatar determinados acontecimientos arquitectónicos del pasado reciente que permanecen ocultos o dispersos". Mercedes Planelles Herrero, dirigió la publicación desde el n.º 1 hasta el último número, el 17 en 2007. Se realizaron además 13 números especiales: 5 dedicados a los premios del COAV, 3 dedicados a los Trabajos Finales de Carrera y 5 denominados ARA (Arquitectura Reciente de Alicante) en colaboración el Colegio Oficial de Arquitectos de Alicante.
El equipo de redacción era seleccionado por concurso abierto.

## Características
- Idiomas: bilingüe, castellano e inglés

Características de la publicación impresa
- Número de páginas: 160
- Dimensiones: 235 mm x 330 mm (cerrado)
- Impresión: cuatricromía
- Peso aproximado: 1000 g
- Tipo de papel:
  - Interior: Estucado Mate de 150 g
  - Portadas: Invercote 330 g
- Se encuentra indexada en el directorio de Latindex[5][6]